# Sweet Sounds of Heaven
"Sweet Sounds of Heaven" é uma canção da banda de rock inglesa The Rolling Stones, com participação da cantora estadunidense Lady Gaga. Foi lançado em 28 de setembro de 2023 como o segundo single do álbum de estúdio da banda, Hackney Diamonds (2023).

## Paradas musicais
| País/Parada (2023)                                      | Melhor posição |
| ------------------------------------------------------- | -------------- |
| Canadá (Billboard)                                      | 19             |
| Croácia (HRT)                                           | 20             |
| Alemanha (Offizielle Deutsche Charts)                   | 84             |
| Japão (Billboard Japan)                                 | 6              |
| Países Baixos (Single Top 100)                          | 42             |
| Países Baixos (Tipparade)                               | 18             |
| Nova Zelândia (Recorded Music NZ)                       | 23             |
| Suíça (Schweizer Hitparade)                             | 72             |
| Reino Unido (UK Singles Sales)                          | 2              |
| Estados Unidos (Billboard Digital Song Sales)           | 29             |
| Estados Unidos (Billboard Hot Rock & Alternative Songs) | 45             |